# Шюллер
Шюллер (нем. Schüller) — община в Германии, в земле Рейнланд-Пфальц. 
Входит в состав района Вульканайфель. Подчиняется управлению Обере Килль.  Население составляет 324 человека (на 31 декабря 2010 года). Занимает площадь 4,36 км².